# Magnificent
"Magnificent" é uma canção da banda de rock irlandesa U2. É a segunda faixa do seu álbum de 2009, No Line on the Horizon e foi lançado como segundo single do álbum. A canção foi originalmente intitulada "French Disco", mas foi rebatizado mais tarde nas sessões de gravação. A canção é tocada antes do início de cada jogo do time New York Rangers em casa, no Madison Square Garden.

## Escrita e gravação
"Magnificent" originou-se a partir de sessões de gravação da banda improvisada com Brian Eno e Daniel Lanois na cidade de Fez, no Marrocos, em junho de 2007. A canção foi criada a partir de uma série de mudanças de acordes no meio de um congestionamento. The Edge disse que "A progressão de acordes básicos tiveram um poder de estarem todos inspirados. Eu acho que todos nós sabíamos que era inerentemente alegre, o que é raro". O grupo de percussionistas marroquinos tocaram junto com a banda, e o resultado rapidamente tornou-se a faixa favorita durante as sessões.
Bono observou que as letras foram influenciados por ambos, Cole Porter e Bach, e que a música é sobre "dois amantes segurando um ao outro e tentando transformar sua vida em adoração.". Lanois descreveu a origem da canção: "Nós queríamos ter algo eufórico, e Bono surgiu com essa pequena melodia. E ele amava essa melodia, e estava preso a ele. Quase como uma fanfarra. E então, eu estava envolvido no processo lírico sobre isso, porque queria falar sobre o sacrifício que se faz para um de médio ou um de arte. Eu pensei que tinha para um cenário de Nova Iorque na década de 50; olhando pela janela do pequeno quarto. Talvez um tipo de figura como Charlie Parker".

### Remixes
A música foi remixada inúmeras vezes, incluindo versões de Dave Audé, Pete Tong, Redanka, Fred Falke e Adam K & Soha. Os remixes foram disponibilizados simultâneamente com o lançamento do single da música. No Reino Unido, os remixes de "Magnificent" foi o de maior topo nas paradas Upfront Club Chart, estando na posição de número #3, e estão em #4 lugar na tabela do Cool Cuts Chart. Will.i.am participou da criação de um remix não lançado.
A edição de Radio edit do Reino Unido são versões ligeiramente diferentes da canção, com a diferença mais proeminente sendo alterada na primeira letra.

## Vídeo da música
O vídeo da canção foi filmada em Fez, Marrocos. Foi dirigido por Alex Courtes, que já trabalhou com o vídeo da banda, "Get on Your Boots". O vídeo estreou online no Yahoo! Music em 6 de maio de 2009.

## Recepção
Após o lançamento de No Line on the Horizon, muitos críticos indicaram "Magnificent" como um dos destaques do álbum. A revista Q escreveu que "ecos da canção de abertura de The Unforgettable Fire, 'A Sort of Homecoming' está em sua varredura atmosférica", também rotulando como um "hino de construção lenta com o ambiente de 'The Unforgettable Fire'" e uma "reinicialização de 'Who's Gonna Ride Your Wild Horses'". A revisão do crítico da Allmusic, Stephen Thomas Erlewine, disse que em "Magnificent", disse que "a batida inconfundível do U2, a sonoridade panorâmica e inabalável emoção de coração aberto, tem sido sua marca registrada, transformando o íntimo em algo assustadoramente universal". A Mojo elogiou a canção, observando "o tambor de aço marcial do roquete vertiginoso de The Edge, adiadas figuras de guitarra através de uma paisagem de rock que esta banda percebeu a cerca da perfeição de The Unforgettable Fire, e eles terem atualizado agora, sem perder o respeito". Blender chamou a canção de "rocker" e "ainda um outro hino aos poderes do amor", no qual a banda "alcança a decolagem". A NME era crítico da canção, chamando-o de "surpreendentemente desinteressante", acrescentando que "soa como [era] reconstituída a partir das sessões de Atomic Bomb.
"Magnificent" estreou na #42 posição no UK Singles Chart, tornando-se o primeiro single do U2 a perder completamente o Top 40 do Reino Unido, desde "A Celebration" em 1982, que esteve na #47 posição. Osingle foi retirado durante a segunda semana de lançamento, como algumas lojas de discos recusaram a estocá-lo. A canção também fez uma aparição de uma semana Billboard Hot 100 à liberação de No Line on the Horizon, atingindo a #79 posição. Foi adicionado na lista A da BBC Radio 1 e BBC Radio 2, além de ser adicionados no playlist da Xfm, e na lista B da BBC 6 Music. "Magnificent" foi muito melhor na Europa continental, entrando no Top 20 em vários países: #6 posição na Holanda, #11 na Itália, #15 na França e #16 na Suécia.
A banda Coldplay regularmente tocava a canção antes da banda subir ao palco em seus concertos na turnê Viva la Vida Tour.

## Performances ao vivo
"Magnificent" foi lançado na turnê promocional de No Line on the Horizon, sendo tocado no BBC Rooftop, no Late Show with David Letterman, em um mini-concerto na Universidade Fordham, gravado para o Good Morning America.
A canção tornou-se então regular durante a turnê U2 360° Tour, tocado dentro de um bloco de novas músicas para iniciar os shows.